# Federico III di Germania
Federico III di Prussia (in tedesco Friedrich Wilhelm Nikolaus Karl; Potsdam, 18 ottobre 1831 – Potsdam, 15 giugno 1888) è stato il secondo e penultimo imperatore tedesco (in tedesco Deutscher Kaiser) e l'ottavo e penultimo re di Prussia (in tedesco König von Preußen) nel 1888.
Sebbene celebrato da giovane per la sua leadership e i successi durante la seconda guerra dello Schleswig, la guerra austro-prussiana e la franco-prussiana, professò tuttavia l'odio per la guerra e fu elogiato da amici e nemici per la sua condotta umana. Aveva sviluppato tendenze liberali come risultato dei suoi legami con il Regno Unito e dei suoi studi all'Università di Bonn.

## Biografia

### Infanzia ed educazione
Nato nel Neues Palais a Potsdam, era discendente della Casa di Hohenzollern, sovrani di Prussia, allora il più potente degli stati tedeschi.
Il padre di Federico, il principe Guglielmo di Prussia, era un fratello minore del re Federico Guglielmo IV e, essendo stato allevato nelle tradizioni militari degli Hohenzollern, si ispirava a una rigorosa disciplina. Guglielmo si innamorò di sua cugina Elisa Radziwiłł, ma i suoi genitori erano convinti che non fosse adatta come sposa di un principe prussiano. I genitori scelsero per lui come moglie la principessa Augusta di Sassonia-Weimar-Eisenach, conosciuta in tutta Europa per le sue idee liberali. A causa delle loro differenti vedute, la coppia non ebbe un matrimonio felice e, come risultato, Federico crebbe in una famiglia tormentata, con un'infanzia solitaria. Aveva una sorella, Luisa (poi Granduchessa di Baden), che era di otto anni più giovane di lui e gli era molto unita. Federico aveva anche un ottimo rapporto con suo zio, il re Federico Guglielmo IV, soprannominato "il romantico sul trono".
Federico crebbe durante un periodo politico tumultuoso. L'idea di liberalismo in Germania aveva fatto progressi nel corso degli anni Quaranta dell'Ottocento e stava guadagnando un ampio sostegno. Quando Federico aveva 17 anni, questi emergenti sentimenti liberali - nonché nazionalistici - scatenarono una serie di sollevazioni negli stati tedeschi e in Europa. In Germania, il loro obiettivo era quello di proteggere la libertà, creare un parlamento tedesco e redigere una costituzione. Anche se le rivolte, in ultima analisi, non portarono cambiamenti duraturi, i sentimenti liberali rimasero una forza influente nella politica tedesca per tutta la vita di Federico.
Grazie all'influenza della madre, Federico venne educato secondo idee diverse da quelle che fino ad allora erano usuali per un erede al trono tedesco. Il suo tutore privato era Ernst Curtius, un famoso archeologo. Federico era uno studente di talento, in particolare per le lingue straniere e il latino, e completò la propria istruzione all'Università di Bonn, dove studiò legge, storia e letteratura. Ricevette comunque anche un'adeguata istruzione militare, come voleva la tradizione degli Hohenzollern; all'età di dieci anni era già sottotenente nel I Reggimento di Fanteria della Guardia.

### Matrimonio
I matrimoni del XIX secolo servivano a mantenere legami di sangue tra le famiglie regnanti e a garantire alleanze tra le nazioni europee. Già nel 1851, la regina Vittoria e il principe Alberto stavano facendo piani per far sposare la loro figlia maggiore, Vittoria, a Federico. La regina e suo marito, entrambi di origine o nascita tedesca, volevano mantenere i loro legami di sangue con la Germania, in particolare Alberto, che sperava nella liberalizzazione e la modernizzazione della Prussia.
Il padre di Federico sperava che il figlio sposasse una granduchessa russa, mentre la madre era notevolmente a favore di un matrimonio con una principessa inglese. Nel 1851, la regina Vittoria invitò Federico in Inghilterra, ufficialmente per visitare l'Esposizione universale di Londra, ma in realtà sperava che la culla del liberalismo e della rivoluzione industriale avrebbe avuto un influsso positivo su Federico. Il principe Alberto prese Federico sotto le sue ali durante il suo soggiorno, ma fu la principessa Vittoria, di solo undici anni, che lo guidò alla Fiera. Dal quel momento iniziò una corrispondenza tra Vittoria e Federico.
Il fidanzamento della giovane coppia venne annunciato nell'aprile 1856. Il matrimonio venne celebrato il 25 gennaio 1858 nella Cappella di St. James's Palace, a Londra. Anche se combinato, il loro fu un matrimonio d'amore. Per l'occasione, Federico venne promosso Maggior Generale dell'esercito prussiano. Anche Vittoria aveva ricevuto una educazione liberale e condivideva le opinioni del marito; tra i due era anzi la figura dominante. La coppia risiedeva spesso presso il Kronprinzenpalais.

### Principe ereditario

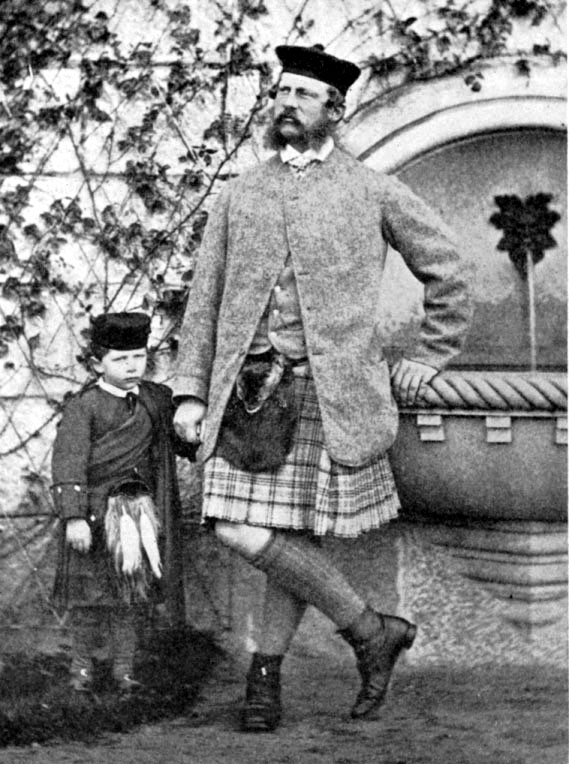
Federico III insieme al piccolo Guglielmo II in tenuta scozzese.

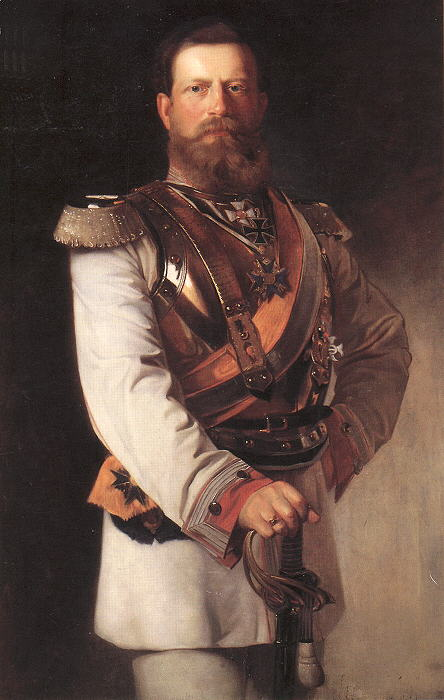
Federico III di Germania ritratto da Heinrich von Angeli nel 1874

Nel 1861, il padre di Federico, Guglielmo, divenne re di Prussia, e Federico principe della Corona, carica che mantenne per i successivi 27 anni. Inizialmente il padre venne considerato politicamente neutrale, ma in seguito abbracciò idee conservatrici. Nel 1862 Guglielmo minacciò di abdicare, poiché la Dieta aveva rifiutato di imporre nuove tasse per finanziare la riorganizzazione dell'esercito. In seguito nominò Otto von Bismarck primo ministro.
La sua nomina provocò un contrasto tra Federico e suo padre, che portò all'esclusione del primo dagli affari di stato. Rappresentò la Germania a cerimonie ufficiali, matrimoni e feste, come ad esempio il giubileo d'oro della regina Vittoria nel 1887. Federico fu severamente rimproverato dal padre per le sue idee liberali, così trascorse gran parte del tempo in Gran Bretagna, dove la regina Vittoria gli concesse spesso di rappresentarla nelle cerimonie di Stato e nelle funzioni sociali.
Come principe della corona di Germania, comandò le armate nella guerra austro-prussiana del 1866 e il suo tempestivo arrivo fu cruciale per la vittoria prussiana nella battaglia di Königgrätz. Dopo la battaglia il padre lo insignì dell'Ordine Pour le Mérite. Decisivo fu anche il suo intervento nella guerra franco-prussiana del 1870, dove prese parte alle battaglie di Wissembourg, Wœrth e Sedan, nonché all'assedio di Parigi.

### Impero tedesco
Nel 1871 avvenne l'unificazione della Germania come Impero tedesco, con Guglielmo imperatore (Kaiser) e Federico erede. Mai amato da Bismarck, che non si fidava del liberalismo della moglie, Federico venne sempre tenuto lontano da qualsiasi posizione di potere reale per tutta la vita del padre.
Molto interessato alla nuova capitale Berlino, Federico fu nominato nel 1875 Protettore Imperiale dei musei: grazie al suo lavoro e a quello di Wilhelm von Bode vennero acquistate e create le collezioni d'arte che ancora oggi è possibile ammirare nella città. Nel 1878, quando suo padre fu vittima di un tentativo di assassinio, Federico assunse brevemente il ruolo di reggente, ma poi fu relegato, ancora una volta, ai margini. La mancanza di influenza lo avvilì profondamente, inducendolo anche a pensare più volte al suicidio.

### Il breve regno e la morte
Guglielmo I morì il 9 marzo 1888. I progressisti tedeschi speravano che Federico avrebbe avviato il paese verso un nuovo governo liberale. All'epoca della sua ascesa al trono, Federico aveva 56 anni e soffriva già di un incurabile cancro alla laringe, che era stato mal diagnosticato. Ricevette consigli medici contrastanti per quanto riguardava il trattamento.

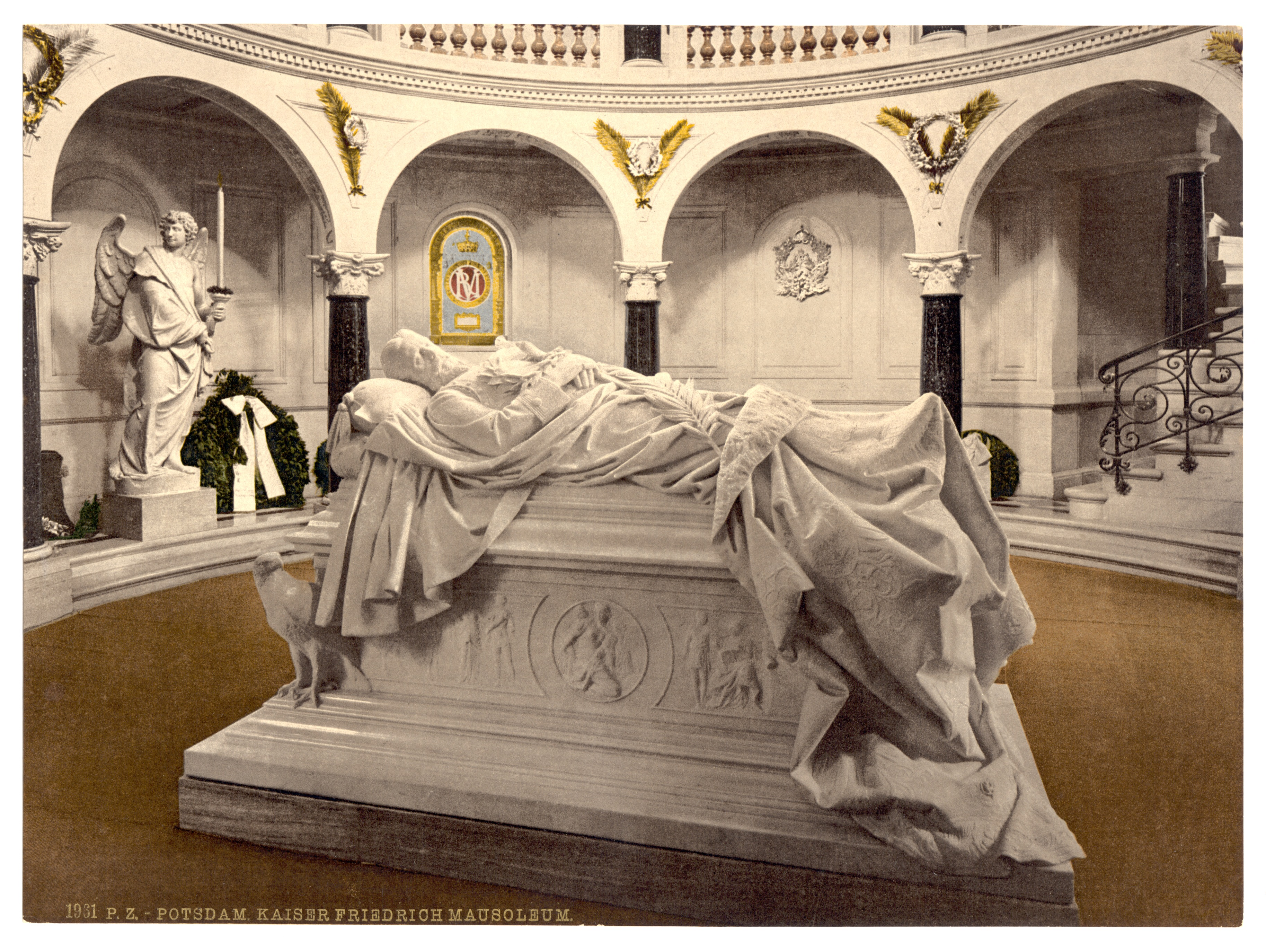
Kaiser-Friedrich-Mausoleum (Potsdam).

In Germania, il dottor Ernst von Bergmann propose di eliminare la laringe completamente, ma il suo collega, il dottor Rudolf Virchow, non era d'accordo, in quanto non si poteva comunque escludere la morte del paziente. Il medico inglese Sir Morell Mackenzie, che aveva diagnosticato il cancro, consigliò una tracheotomia, a cui Federico e sua moglie si dissero d'accordo. L'8 febbraio, un mese prima della morte del padre, una cannula venne collegata per consentire a Federico di respirare; per il resto della sua vita egli fu in grado di parlare, ma spesso comunicava attraverso la scrittura.
Durante l'operazione il Dr. Bergmann stava quasi per ucciderlo a causa dell'incisione nella trachea per l'inserimento della cannula. Federico iniziò a tossire e sanguinare e Bergmann mise l'indice nella ferita per ingrandirla. L'emorragia cessò dopo due ore, ma le azioni di Bergmann comportarono un ascesso nel collo di Federico e la produzione di pus, che gli causarono nuovo disagio nei mesi successivi della sua vita.
Nonostante la malattia, Federico fece del suo meglio per adempiere i suoi obblighi come imperatore. Regnò solo per 99 giorni e non fu in grado di realizzare un cambiamento duraturo: morì infatti a Potsdam il 15 giugno 1888 e venne sepolto presso la Friedenskirche di Potsdam.

## Massoneria

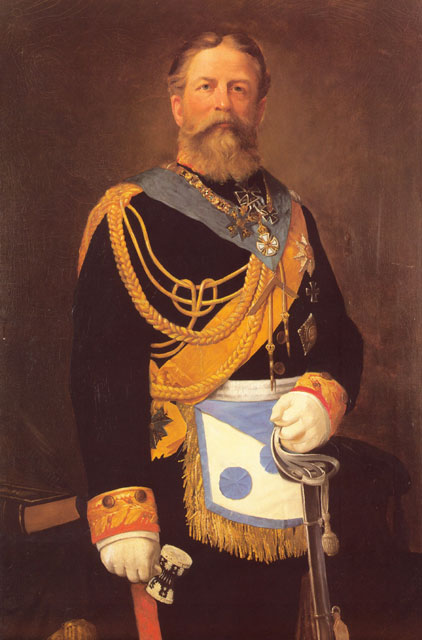
Federico III in apparato massonico.

Fu iniziato da suo padre alla Massoneria nel 1853, nella Große Landesloge der Freimaurer von Deutschland. Nello stesso tempo fu anche membro d'onore delle due Grandi Logge prussiane, la Große National-Mutterloge „Zu den 3 Weltkugeln“ e la Große Loge von Preußen genannt „Royal York zur Freundschaft“. Il 18 giugno 1860 divenne Gran maestro della Große Landesloge der Freimaurer von Deutschland e a partire dal 1861 succedette a suo padre come protettore delle tre Grandi Logge di Berlino. Si impegnò in una riforma dei rituali e del simbolismo della massoneria tedesca e cercò di mettere ordine nella struttura degli Alti gradi, come pure tentò di unificare le diverse Grandi Logge, ma si scontrò con le tendenze conservatrici di molti massoni tedeschi e il 7 marzo 1874 si dimise dalla sua carica di Gran maestro. Rimase però il protettore delle Grandi Logge prussiane.

## Discendenza
Federico e Vittoria ebbero otto figli:
- Guglielmo (1859-1941), che sposò in prime nozze la principessa Augusta Vittoria di Schleswig-Holstein-Sonderburg-Augustenburg ed in seconde nozze, la principessa Erminia di Reuss-Greiz;
- Carlotta (1860-1919), che sposò il duca Bernardo III di Sassonia-Meiningen;
- Enrico (1862-1929), che sposò la principessa Irene d'Assia-Darmstadt;
- Sigismondo (1864-1866);
- Vittoria (1866-1929), che sposò in prime nozze il principe Adolfo di Schaumburg-Lippe ed in seconde nozze Alexander Zoubkoff;
- Valdemaro (1868-1879);
- Sofia (1870-1932), che sposò il re Costantino I di Grecia;
- Margherita (1872-1954), che sposò il landgravio Federico Carlo d'Assia-Kassel, designato nel 1918 come effimero re di Finlandia.

## Ascendenza
|                                            |                                           |                                                | Genitori                                               |  |  | Nonni |  |  | Bisnonni                         |  |  | Trisnonni                    |  |
|                                            |                                           |                                                |                                                        |  |  |       |  |  | Federico Guglielmo II di Prussia |  |  | Augusto Guglielmo di Prussia |  |
|                                            |                                           |                                                |                                                        |  |  |       |  |  | Federico Guglielmo II di Prussia |  |  | Augusto Guglielmo di Prussia |  |
|                                            |                                           | Luisa Amalia di Brunswick-Lüneburg             |                                                        |  |  |       |  |  | Federico Guglielmo II di Prussia |  |  |                              |  |
| Federico Guglielmo III di Prussia          |                                           |                                                |                                                        |  |  |       |  |  | Federico Guglielmo II di Prussia |  |  |                              |  |
|                                            |                                           | Federica Luisa d'Assia-Darmstadt               | Luigi IX d'Assia-Darmstadt                             |  |  |       |  |  |                                  |  |  |                              |  |
|                                            |                                           | Federica Luisa d'Assia-Darmstadt               | Luigi IX d'Assia-Darmstadt                             |  |  |       |  |  |                                  |  |  |                              |  |
|                                            |                                           | Federica Luisa d'Assia-Darmstadt               | Carolina del Palatinato-Zweibrücken-Birkenfeld         |  |  |       |  |  |                                  |  |  |                              |  |
| Guglielmo I di Germania                    |                                           | Federica Luisa d'Assia-Darmstadt               |                                                        |  |  |       |  |  |                                  |  |  |                              |  |
|                                            |                                           | Carlo II di Meclemburgo-Strelitz               | Carlo Ludovico Federico di Meclemburgo-Strelitz        |  |  |       |  |  |                                  |  |  |                              |  |
|                                            |                                           | Carlo II di Meclemburgo-Strelitz               | Carlo Ludovico Federico di Meclemburgo-Strelitz        |  |  |       |  |  |                                  |  |  |                              |  |
|                                            |                                           | Carlo II di Meclemburgo-Strelitz               | Elisabetta Albertina di Sassonia-Hildburghausen        |  |  |       |  |  |                                  |  |  |                              |  |
| Luisa di Meclemburgo-Strelitz              |                                           | Carlo II di Meclemburgo-Strelitz               |                                                        |  |  |       |  |  |                                  |  |  |                              |  |
|                                            |                                           | Federica Carolina Luisa d'Assia-Darmstadt      | Giorgio Guglielmo d'Assia-Darmstadt                    |  |  |       |  |  |                                  |  |  |                              |  |
|                                            |                                           | Federica Carolina Luisa d'Assia-Darmstadt      | Giorgio Guglielmo d'Assia-Darmstadt                    |  |  |       |  |  |                                  |  |  |                              |  |
|                                            |                                           | Federica Carolina Luisa d'Assia-Darmstadt      | Maria Luisa Albertina di Leiningen-Dagsburg-Falkenburg |  |  |       |  |  |                                  |  |  |                              |  |
| Federico III di Germania                   |                                           | Federica Carolina Luisa d'Assia-Darmstadt      |                                                        |  |  |       |  |  |                                  |  |  |                              |  |
|                                            | Carlo Augusto di Sassonia-Weimar-Eisenach | Ernesto Augusto II di Sassonia-Weimar-Eisenach |                                                        |  |  |       |  |  |                                  |  |  |                              |  |
|                                            | Carlo Augusto di Sassonia-Weimar-Eisenach | Ernesto Augusto II di Sassonia-Weimar-Eisenach |                                                        |  |  |       |  |  |                                  |  |  |                              |  |
|                                            | Carlo Augusto di Sassonia-Weimar-Eisenach | Anna Amalia di Brunswick-Wolfenbüttel          |                                                        |  |  |       |  |  |                                  |  |  |                              |  |
| Carlo Federico di Sassonia-Weimar-Eisenach | Carlo Augusto di Sassonia-Weimar-Eisenach |                                                |                                                        |  |  |       |  |  |                                  |  |  |                              |  |
|                                            |                                           | Luisa Augusta d'Assia-Darmstadt                | Luigi IX d'Assia-Darmstadt                             |  |  |       |  |  |                                  |  |  |                              |  |
|                                            |                                           | Luisa Augusta d'Assia-Darmstadt                | Luigi IX d'Assia-Darmstadt                             |  |  |       |  |  |                                  |  |  |                              |  |
|                                            |                                           | Luisa Augusta d'Assia-Darmstadt                | Carolina del Palatinato-Zweibrücken-Birkenfeld         |  |  |       |  |  |                                  |  |  |                              |  |
| Augusta di Sassonia-Weimar-Eisenach        |                                           | Luisa Augusta d'Assia-Darmstadt                |                                                        |  |  |       |  |  |                                  |  |  |                              |  |
|                                            |                                           | Paolo I di Russia                              | Pietro III di Russia                                   |  |  |       |  |  |                                  |  |  |                              |  |
|                                            |                                           | Paolo I di Russia                              | Pietro III di Russia                                   |  |  |       |  |  |                                  |  |  |                              |  |
|                                            |                                           | Paolo I di Russia                              | Caterina II di Russia                                  |  |  |       |  |  |                                  |  |  |                              |  |
| Marija Pavlovna Romanova                   |                                           | Paolo I di Russia                              |                                                        |  |  |       |  |  |                                  |  |  |                              |  |
|                                            |                                           | Sofia Dorotea di Württemberg                   | Federico II Eugenio di Württemberg                     |  |  |       |  |  |                                  |  |  |                              |  |
|                                            |                                           | Sofia Dorotea di Württemberg                   | Federico II Eugenio di Württemberg                     |  |  |       |  |  |                                  |  |  |                              |  |
|                                            |                                           | Sofia Dorotea di Württemberg                   | Federica Dorotea di Brandeburgo-Schwedt                |  |  |       |  |  |                                  |  |  |                              |  |
|                                            |                                           | Sofia Dorotea di Württemberg                   |                                                        |  |  |       |  |  |                                  |  |  |                              |  |